# Саткинский чугуноплавильный завод
АО «Саткинский чугуноплавильный завод» (СЧПЗ) — российская компания, расположенная в городе Сатка (Челябинская область), один из крупнейших российских производителей ферросплавов. Предприятие существует с середины XVIII века, и именно с него началась история города Сатка.

## История
Строительство Троицко-Саткинского чугуноплавильнного завода началось в 1756 году. Он принадлежал графу С.Г. Строганову, умершему в том же году, а затем его сыну А.С. Строганову. 19 ноября 1758 года на заводе был получен первый чугун. 
Завод в XVIII веке занимал четвертое место по объему производства чугуна (после Катав-Ивановского, Авзяно-Петровского и Кушвинского заводов). В 1760-х годах предприятие приобрел у Строганова М. С. Яковлев, в 1769 году он его продал Л. И. Лугинину. Во время восстания Пугачева завод был сожжен повстанцами, и в 1776 году Лугинин получил ссуду на его восстановление. В 1797 году все заводы Лугинина были сданы в аренду А. А. Кнауфу, который уже через год передал их Государственному ассигнационному банку. 

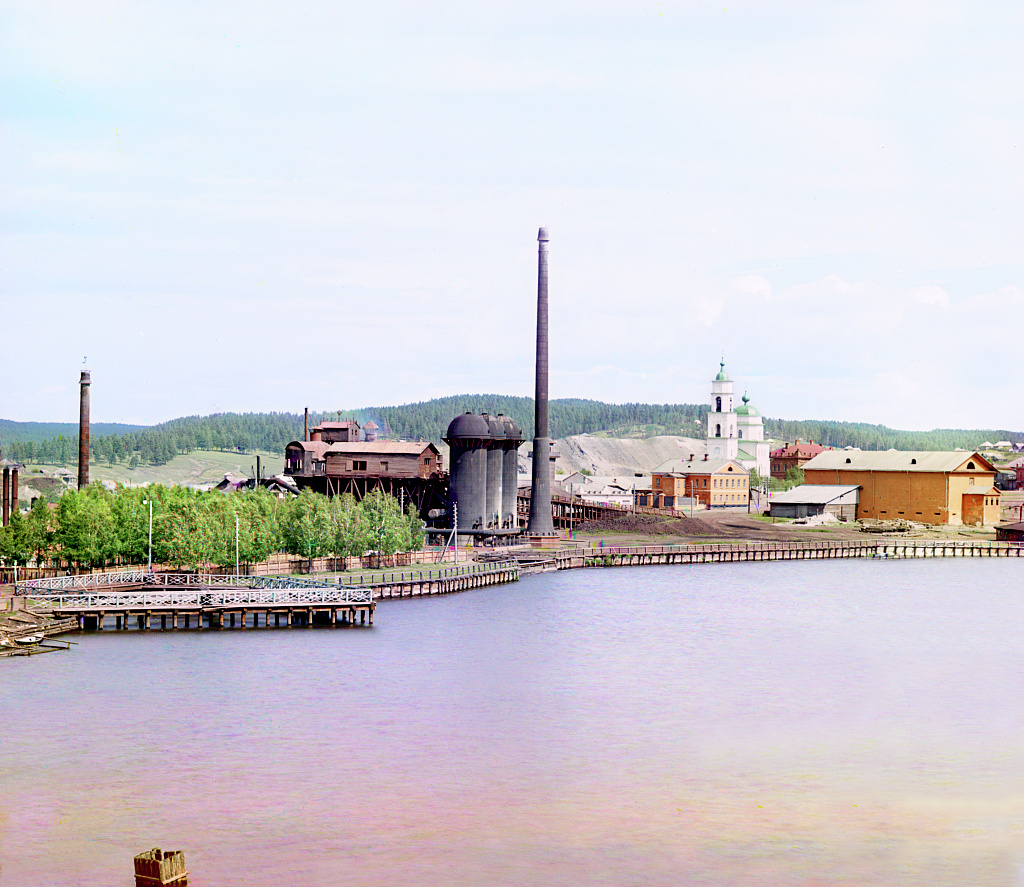
Завод в 1910 году, фотография С. М. Прокудина-Горского

В 1811 году Троице-Саткинский завод стал Саткинским казенным чугуноплавильным заводом и вошел в Златоустовский горный округ. Он выпускал, в основном, военную продукцию: артиллерийские орудия, ядра, бомбы (гранаты), брандскугели, дробь. В сентябре 1824 года его посетил император Александр I. Выплавка чугуна на заводе с 1759 года к 1913 году возросла с 960 т. до 42 986 т. В начале XX века на заводе была реконструирована доменная печь, были построены три воздухонагревателя, своя электростанция.
Во время Гражданской войны предприятие простаивало, и лишь в 1922 году на нем снова заработала доменная печь. В советский период Саткинский завод был единственным в стране изготовителем чугуна марки ПВК (передельного высококачественного) ГОСТ-805, с минимальным содержанием фосфора и серы. Он использовался для получения особо прочных сталей в мартеновских печах. За успешную работу во время Великой Отечественной войны Наркомат обороны СССР неоднократно выражал благодарность руководству завода. В 1950-е годы завод строил в Сатке жилые дома для своих работников; в течение нескольких лет заводом для города были также построены Дворец культуры, школа, кинотеатр и другие объекты.
В 1990=е — начале 2000-х годов Саткинский чугуноплавильный завод пережил несколько реорганизаций. В 2002 году на заводе началось производство высокоуглеродистого ферромарганца (ФМн). Эта продукция оказалась весьма востребованной на мировом рынке — сначала его поставляли в Казахстан, на Украину, в Белоруссию, в Монголию, а в 2007 году его стали экспортировать в Швецию, Великобританию, Египет, Нидерланды, Турцию, Иран и еще ряд стран. В 2008 году начались поставки и в США. При этом сырье, из которого завод изготавливал ферромарганец, в России не добывали, вся марганцевая руда импортировалась из ЮАР. В 2025 году на заводе было завершено строительство агломерационной фабрики. Это позволило приобретать мелкую фракцию марганцевой руды, добавлять отходы собственного производства, спекать и в результате получать дешевое сырье.

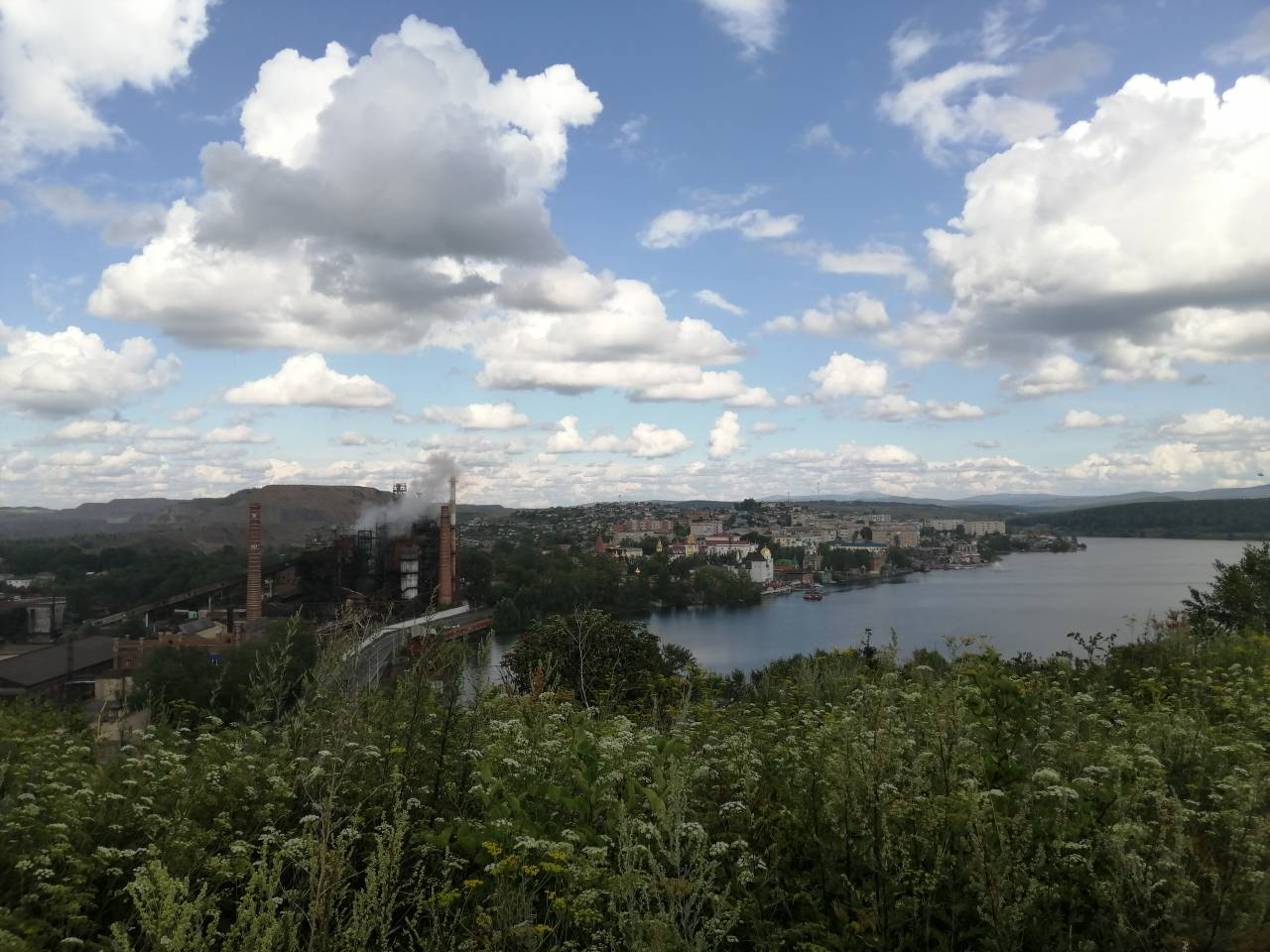
Завод в 2021 году

В 2019 году Федеральная антимонопольная служба дана разрешение АО «Саткинский чугуноплавильный завод» на приобретение 100% акций АО «Косогорский металлургический завод». В 2021 году сделка по приобретению АО «Косогорский металлургический завод» была завершена.
В 2023 году Росприроднадзор выявил, что АО «Саткинский чугуноплавильный завод» незаконно получило разрешение на ввод в эксплуатацию новой ТЭЦ; главе Саткинского района и генеральному директору компании выдали представления об устранении нарушений.

## Собственники
По данным на 2021 год, единственным акционером АО «Саткинский чугуноплавильный завод» была кипрская компания Bonarda Investments Ltd. Согласной отчетности акционерного общества за 2019 год, его бенефициарным владельцем был генеральный директор ООО «Саткинский инвестиционный холдинг» Евгений Иванов.